# Палець

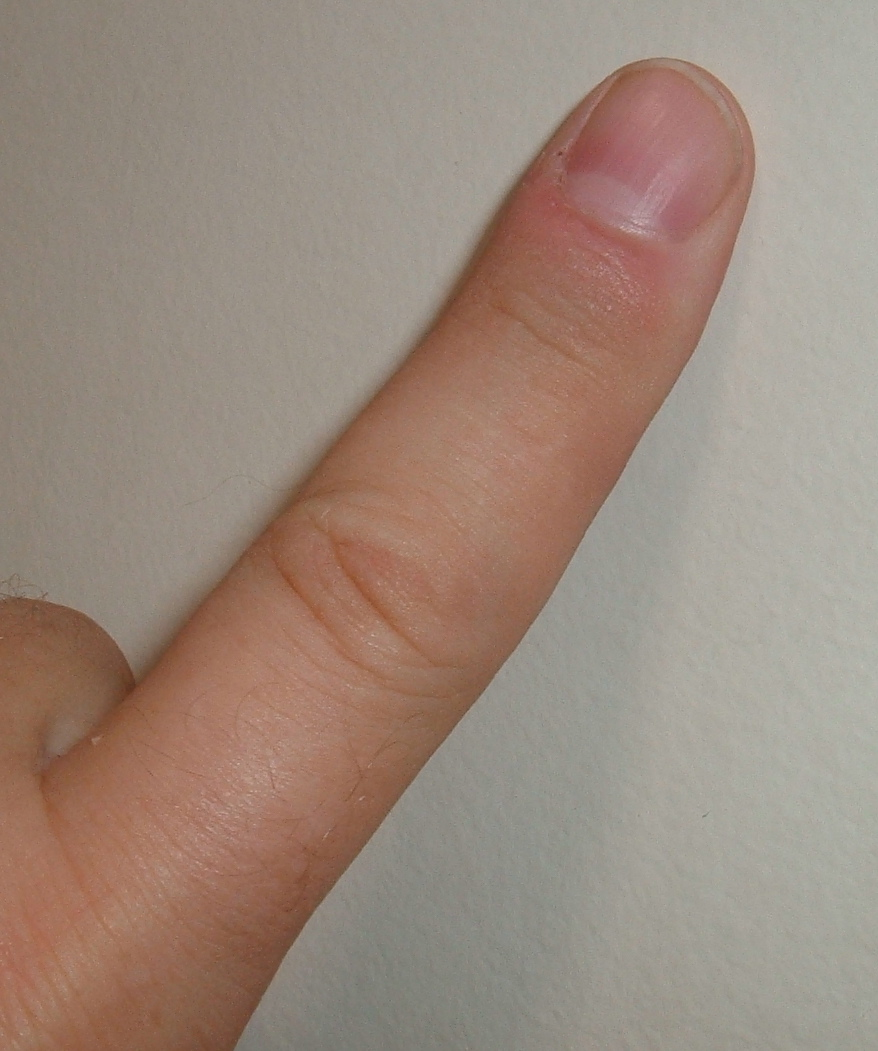
Вказівний палець

Па́льці (лат. digiti, застар. перст) — дистальний відділ кисті й стопи, частини тіла чотириногих хребетних, розташовані на кінчиках кінцівок, що слугують, головним чином, для дотику та маніпуляції (особливо у приматів). У птахів пальці передніх кінцівок слугують частиною каркаса крил, а у рукокрилих вони є його основною частиною.

## У людини
У людини, за винятком випадків полідактилії і гіподактилії по п'ять пальців на кожній руці і нозі (разом 20). Кістки пальців, за винятком кісток великих пальців, представлені трьома фалангами — проксимальною, середньою і дистальною, сполученими міжфаланговими суглобами. Великі пальці мають дві фаланги — проксимальну і дистальну. Основи кистевих проксимальних фаланг з'єднуються з головками п'ясткових кісток, ступневих проксимальних фаланг — з головками плеснових кісток, утворюючи відповідно п'ястково-фалангові і плесно-фалангові суглоби. Рухи в п'ястково-фалангових суглобах обширніші, внаслідок чого пальці руки мають більшу рухомість.
У деяких мовах, наприклад, в англійській, розрізняються пальці людини на руках (fingers) і ногах (toes).

### Пальці рук
Людина має відставлений великий палець, що призначений для полегшення хапання, та має на одну фалангу менше, ніж решта чотири. Пальці мають свої назви: великий (pollex), вказівний (index), середній (digitus medius), підмізинний (digitus annularis) і мізинець (digitus minimus). У діалектах великий палець називають па́люхом.

## Цікаві факти
- У м. Алушта (Крим, Україна) на набережній встановлено фігуру пальця. Набережна. Алушта. Крим.

Набережна. Алушта. Крим.

- У давні часи однією з мір довжини (висоти) був "палець". Ось характерний текст з праці Георга Агріколи «Про гірничу справу та металургію» («De Re Metallica», 1556 р.):

| Після випорожнення передній горн трамбують круглим бронзовим товкачем довжиною 5 пальців і такого ж діаметра з кривою заокругленою рукояткою товщиною 1½ пальця. Іноді застосовують бронзовий товкач у формі зрізаного конуса, з яким з'єднаний інший такий самий конус, так що за середню частину товкача можна вхопитися рукою. Висота конуса – 6 пальців, діаметр – 5 пальців у нижній частині та 4 пальці у верхній частині... (з Книги ІХ |